# بيت الجرادي (جحانة)

تعديل مصدري - تعديل

بيت الجرادي هي إحدى قرى عزلة اليمانية السفلى بمديرية جحانة التابعة لمحافظة صنعاء، بلغ تعداد سكانها 197 نسمة حسب تعداد اليمن لعام 2004.